# ГЕС Paekdusan Songun Youth 1
ГЕС Paekdusan Songun Youth 1 – гідроелектростанція у північній частині Північної Кореї. Знаходячись перед ГЕС Paekdusan Songun Youth 2, становить верхній ступінь каскаду на річці Содусу, правій притоці Туманган (впадає у Японське море на кордоні КНДР та Росії).
З початку 1970-х років із нижньої течії річки почав здійснюватись відбір ресурсу для роботи дериваційного каскаду Содусу. А через два десятиліття вирішили більш повно задіяти гідроенергетичні ресурси цього району та створити у верхів’ї Содусу каскад з трьох електростанцій, котрий з 2004 року наіменований як Paekdusan Songun Youth (молодіжне будівництво на честь героїв Пектусана – гірського району, де за легендою в партизанському загоні народився Кім Ір Сен). Почате у 1995 році будівництво суттєво затягнулось (існують припущення, що однією з причин затримки була руйнація водоскиду греблі внаслідок проведення неподалік випробувань ядерної зброї) та завершилось введенням в експлуатацію лише в 2015-му.
В межах проекту Paekdusan Songun Youth 1 річку перекрили бетонною спорудою вигнутої форми, котра утримує найбільше в каскаді водосховище. Звідси через правобережний гірський масив прокладений дериваційний тунель, котрий виводить до розташованого за 2,9 км наземного машинного залу, спорудженого в долині малої притоки Содусу. Відпрацьована вода по бетонованому відвідному каналу потрапляє у зазначену притоку, яка за кілометр по тому перекрита греблею ГЕС Paekdusan Songun Youth 2.
Потужність станції зазначається на рівні 50 МВт. При цьому можливо відзначити, що наступна в каскаді станція первісно також планувалась з показником 50 МВт, проте в підсумку була завершена за кошти міжнародної системи зниження викидів у довкілля (CDM, «Механізм чистого розвитку») з турбінами загальної потужності лише 14 МВт.